# Amphidasya venezuelensis
Amphidasya venezuelensis är en måreväxtart som först beskrevs av Paul Carpenter Standley, och fick sitt nu gällande namn av Julian Alfred Steyermark. Amphidasya venezuelensis ingår i släktet Amphidasya och familjen måreväxter. Inga underarter finns listade i Catalogue of Life.